# Damian Kądzior
Damian Kądzior (Białystok, 16 de juny de 1992) és un futbolista professional polonès que juga en la demarcació de migcampista pel Piast Gliwice.
A Espanya hi va jugar entre 2020-21 amb la SD Eibar.
Va fer el seu debut amb la selecció de futbol de Polònia l'11 de setembre de 2018 en un partit amistós contra Irlanda que va finalitzar amb un resultat d'empat a un després del gol d'Aiden O'Brien per a Irlanda, i de Mateusz Klich per a Polònia.